# Stille nacht (hoorspel)
Stille nacht is een hoorspel van Harald Mueller. Stille Nacht werd op 10 december 1973 door de Westdeutscher Rundfunk uitgezonden en door de KRO op dinsdag 24 december 1974. De vertaling en bewerking was van Willem Tollenaar, die ook regisseerde. De kerstliederen werden gezongen door het Eerste Bussumse Bejaardenkoor o.l.v. de heer Van Stokkum. Het hoorspel duurde 59 minuten.

## Rolbezetting
- Loudi Nijhoff (moeder)
- Allard van der Scheer (André)

## Inhoud
Enkele dagen voor het kerstfeest bezoekt André, de oudste zoon en erfgenaam van een vlees- en worstconservenfabriek, zijn moeder in het tehuis voor ouden van dagen. De 74-jarige heeft reeds 14 dagen geleden haar koffer gepakt, nadat haar zoon met een kaart zijn komst had aangekondigd. Ze verheugt zich erop, het feest in de familiekring te kunnen doorbrengen en nog eens haar twee kleinkinderen te zien. Maar de zoon maakt geen aanstalten om te vertrekken. Terwijl de moeder aandringt op vertrek, praat hij over zijn zakelijke successen en problemen. Als haar wens om te vertrekken uiteindelijk niet meer te negeren is, begint hij een grote doos uit te pakken en plaatst hij een televisietoestel op de tafel. Pas nu wordt haar duidelijk dat hij niet gekomen is om haar af te halen…